# نئون جنسیس اونگلیون
نئون جنسیس اونگلیون (به ژاپنی: 新世紀エヴァンゲリオン Shin Seiki Evangerion، در انگلیسی: Neon Genesis Evangelion) یک مجموعه تلویزیونی انیمه ژاپنی به کارگردانی هیدئاکی آنو و محصول سال ۱۹۹۵ است. این مجموعه که از ساخته‌های کمپانی ژاپنی گایناکس است، موفقیت تجاری و هنری بسیاری را کسب کرد. این مجموعه تحسین بسیاری از منتقدان را برانگیخت و جوایز متعددی کسب کرد. همچنین از لحاظ فروش در ژاپن رکورد زد، و دنباله‌های آن بیش از دو میلیارد دلار فروخته‌اند.
مجموعه با چند نوع پایان به انتها می‌رسد که یکی از پایان‌ها (پایان اصلی) نیز گنگ است و کشف کامل آن نیاز به کمی دقت دارد. همین امر باعث نارضایتی برخی از هواداران در زمان خود شد.
موضوع مجموعه حول سئوالات فلسفی از جمله تکامل بشری و نقش فناوری در آن، هویت و عاقبت انسان، فلسفه ذهن، و خودآگاهی می‌باشد.

## معنی نام
نام این مجموعه می‌تواند به «نویدنامه ای برای قرن جدید» (New Century Gospel) ترجمه شود.
واژهٔ "Evangelion" (اونگلیون)، می‌تواند هم به معنی "انجیل" و هم به معنی "خبر خوب" تعبیر شود.

## داستان

شخصیت‌های اصلی داستان

در سال ۲۰۰۰ میلادی، یک برخورد سرّی بین یک هیئت اعزامی و موجودی ناشناخته به نام فرشته موجب یک فاجعه در کره زمین می‌شود.
حال در سال ۲۰۱۵، فرشته‌ها برگشته‌اند. شینجی ایکاری، پسری ۱۴ ساله در این دنیای جدید، توسط پدری که با او روابط سردی دارد به شهری زیرزمینی واقع در زیر شهر توکیو که توکیو-۳ خوانده شده منتقل می‌شود تا در NERV که یک آزمایشگاه پشتیبانی شده از طرف سازمان ملل متحد است حضور پیدا کند. برای مقاومت در برابر قدرت خارق‌العاده فرشته‌ها، NERV یک اسلحه نیمه-مکانیکی به شکل یک روبات طراحی کرده که تقدیر شینجی کنترل کردن این هیولای وحشتناک می‌باشد

## دنباله‌ها
- نئون جنسیس اونگلیون: مرگ و تولد دوباره
- پایان اونگلیون